# モミ
モミ（樅、学名: Abies firma）は、マツ科モミ属の常緑針葉樹である。日本特産種で、日本に自生するモミ属で最も温暖地に分布し、その北端は秋田県、南端は屋久島に達する。

## 分布・生育地
日本特産種。本州（秋田県以西）、四国、九州の屋久島まで分布する。モミは、モミ属の樹木としては、最も温暖な地域に分布域をもつ種で、日本の中間温帯の代表的な樹種の一つである。
モミの分布は太平洋側に偏っており日本海側には局所的に分布が知られるのみである。モミを欠く日本海側においてはスギ（Cryptomeria japonica、ヒノキ科）がその位置に出現するという。スギ、特に日本海側（裏日本）に分布するウラスギ（裏杉）と呼ばれる系統はブナ（Fagus crenata）と共に多雪環境に極めて適応していることで知られる。

## 形態
常緑針葉樹の高木。樹高は30メートル (m) 以上、幹径は1.5 m以上にも達するものもある。樹形は端正な整った円錐形で、枝はほかのマツ科針葉樹と同じく同じ高さから四方八方に伸ばす（輪生）。樹皮は灰褐色から淡灰色で、縦に細かく割れ目が入り、若木の樹皮には皮目が目立ち、若枝には黒色の軟毛が生える。モミ属全般に樹皮が白っぽい灰色である樹種が多いが、モミの樹皮はとても茶色がかっている。
葉はらせん状に互生し、葉身は細くて固い針状で、若い葉の先端は2裂して鋭く尖っているが、老木では先の丸まった葉をつける。
日本に自生するモミ属では最も葉が大きくて硬い。
花期は5月。雌雄同株。2 - 3年に一度、開花結実する。果期は10月。球果は10 - 15センチメートル (cm) と大柄で、はじめ緑色、10月頃成熟すると灰褐色になる。成熟すると鱗片が脱落するので、松かさの様にそのままの姿で落下することはない。
冬芽は赤褐色の多数の芽鱗に包まれ、雄花、雌花とも一年枝の葉腋につく。

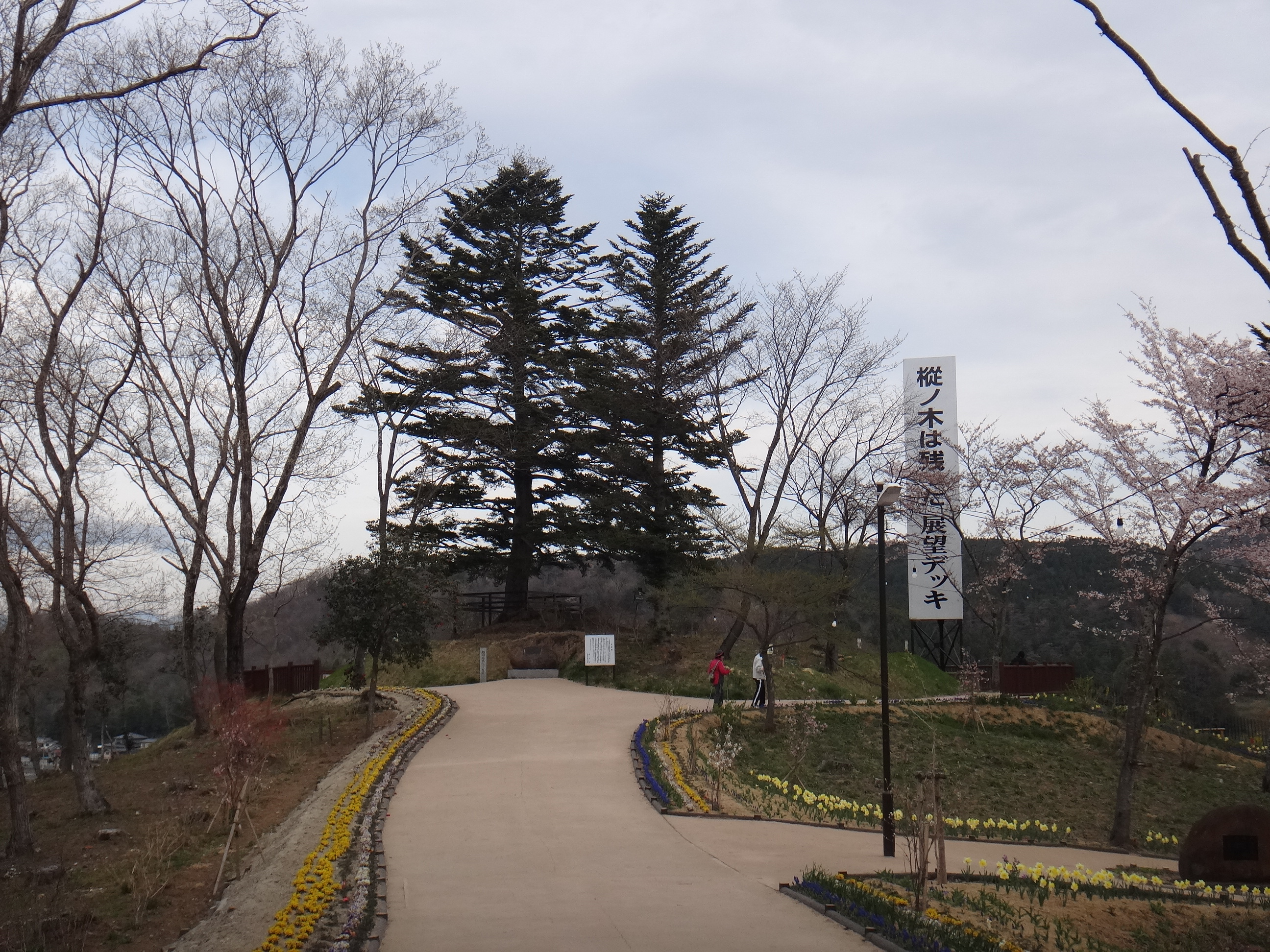
樹形。同じ高さから枝を伸ばすのがわかる。枝は斜め上向き
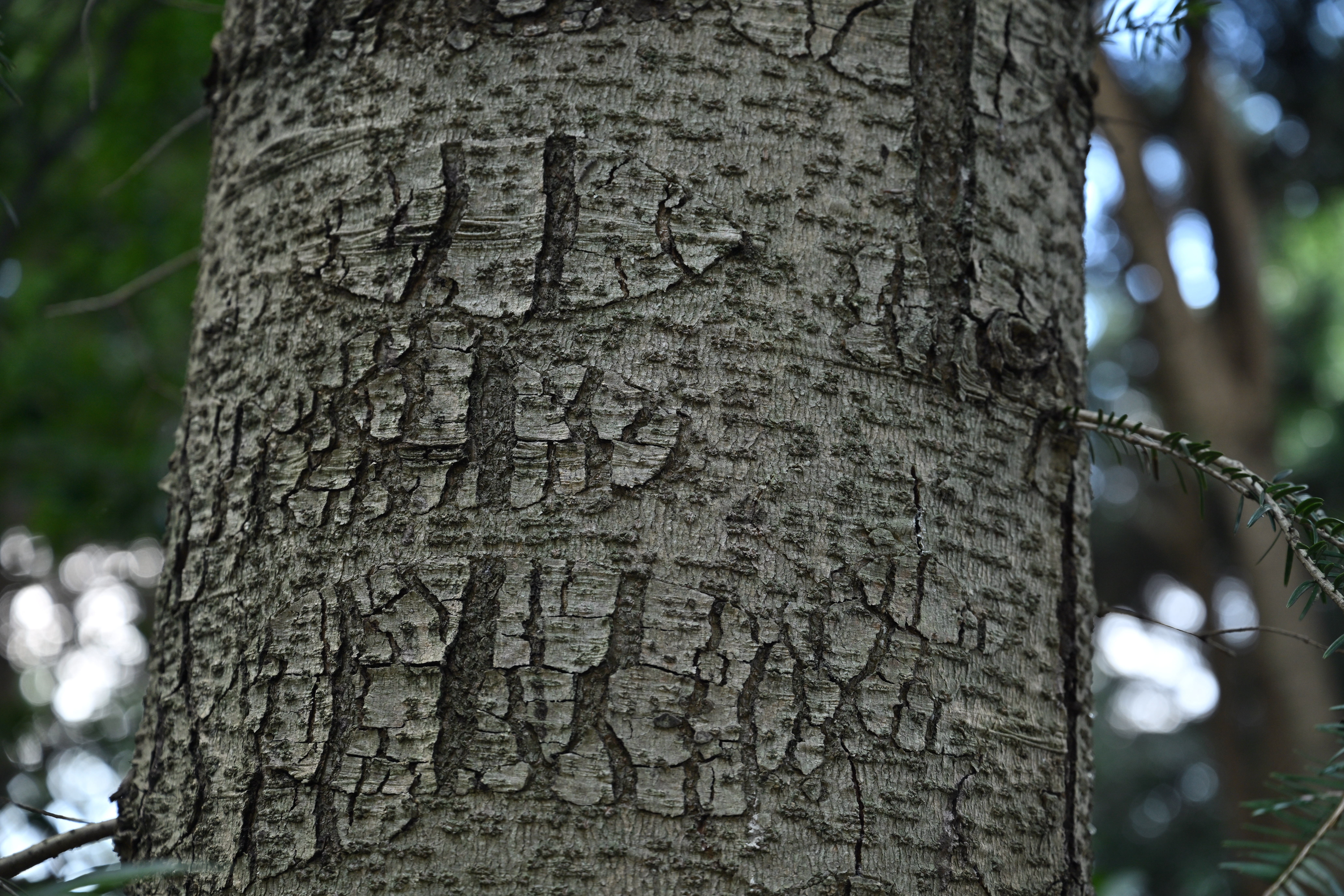
若木の樹皮は皮目が目立つ
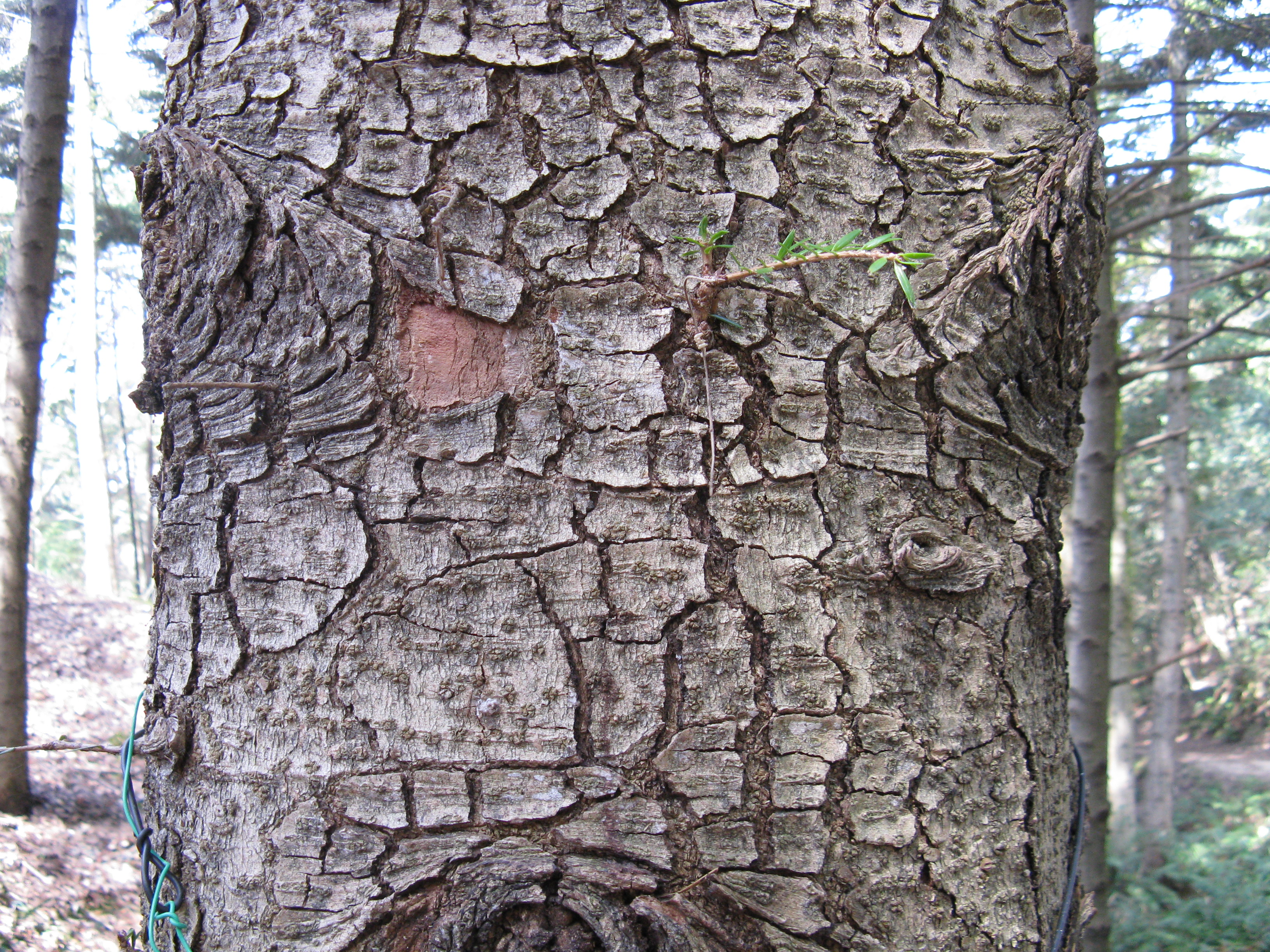
成木の樹皮は灰色で鱗状に裂ける
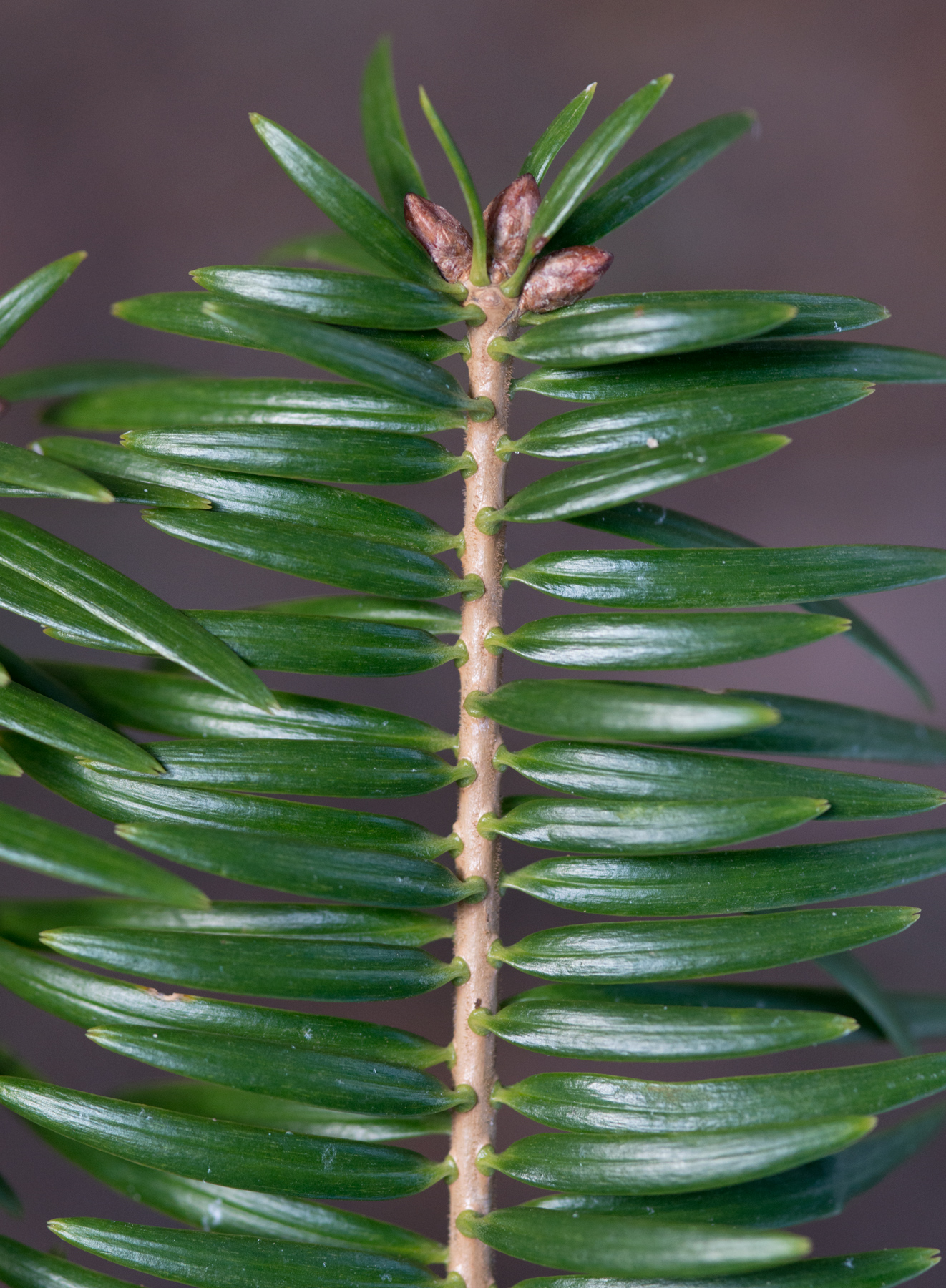
葉の先端が2つに割れる
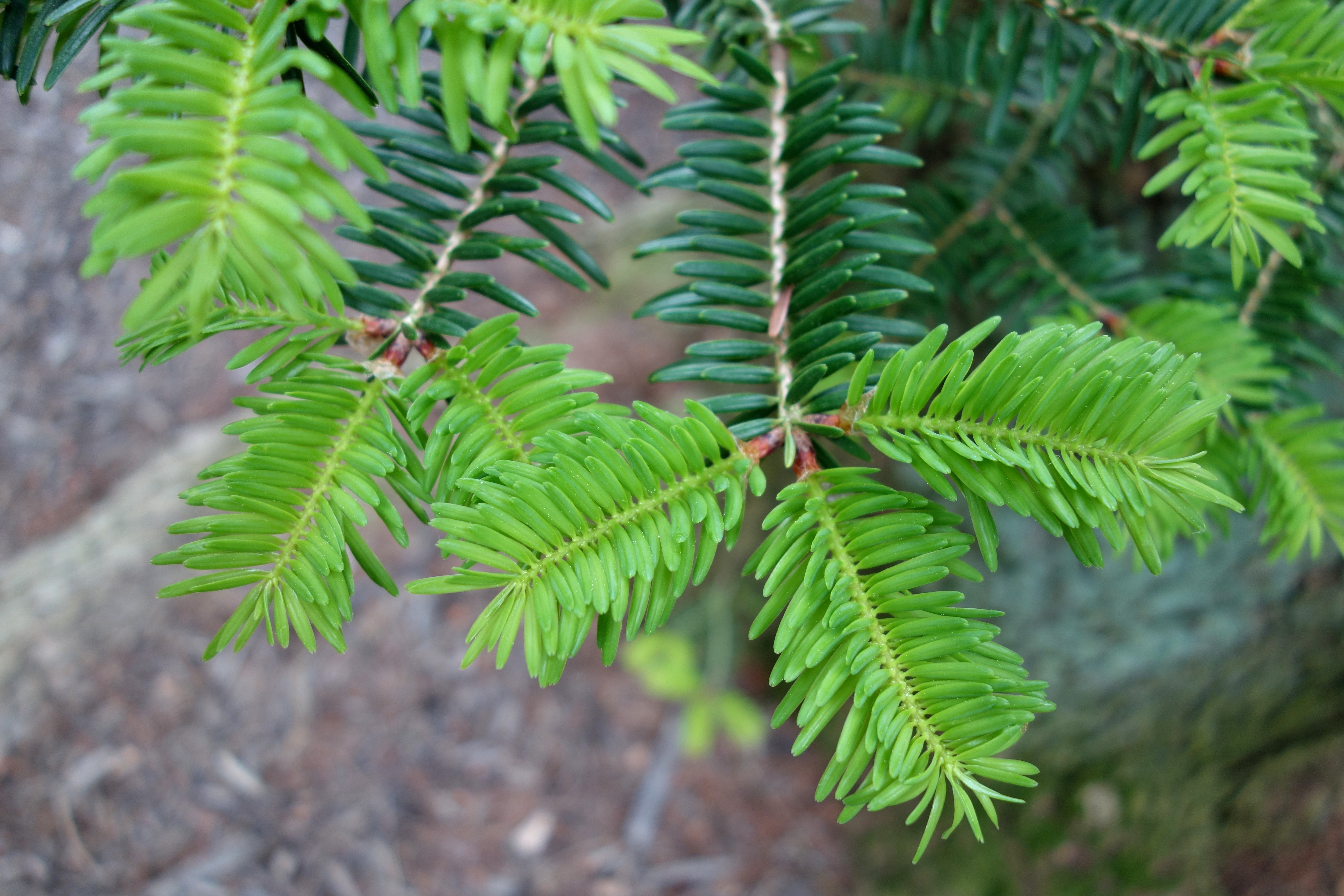
新芽も枝と同じく同じ場所で左右に分岐する

## 生態
他のマツ科針葉樹と同じく、菌類と樹木の根が共生して菌根を形成している。樹木にとっては菌根を形成することによって菌類が作り出す有機酸や抗生物質による栄養分の吸収促進や病原微生物の駆除等の利点があり、菌類にとっては樹木の光合成で合成された産物の一部を分けてもらうことができるという相利共生の関係があると考えられている。菌類の子実体は人間がキノコとして認識できる大きさに育つものが多く、中には食用にできるものもある。土壌中には菌根から菌糸を通して、同種他個体や他種植物に繋がる広大なネットワークが存在すると考えられている。
モミは典型的な陰樹とされ、種子供給源となる母樹の近くの林冠に形成されたギャップにおいて稚樹が成長し更新していくと考えられている。また、土壌中に休眠した埋土種子を大量に蓄えるカバノキ属やマツ属やヒノキ科に見られる火災で開く晩生球果（serotinous cone）のような戦略ではなく、耐陰性の高い実生を母樹の周辺に大量に用意しギャップの形成を待っている。モミ実生の耐陰性は高く小さなギャップでも更新することができ、大規模なギャップ形成（大量の倒木や山火事）が起きないような環境ではイヌブナ（Fagus japonica）などよりも優勢になっていくという。
ヒノキ（Chamaecyparis obtusa）やツガ（Tsuga sieboldii）と混交する森林においてモミの個体は傾斜40度を超える急斜面によく出現するが、ヒノキは出現しないという。これは急斜面での土砂の移動に対する耐性及びモミの種子が大きいことで発芽直後の成長がよく生存率に差が出たと考えられている。根系は深根性で樹幹同様明瞭な直根を持つ。ヒノキと違いモミは小さな実生のうちから硬い土壌があっても深くまで値を伸ばすという。
モミはツクバネ（Buckleya lanceolata、ビャクダン科）という寄生性の樹木の寄生を受けることで知られる。ツクバネは自分で光合成をおこなうこともできるが、吸根と呼ばれる特殊な根をモミの根に侵入させ養分を奪い取る。樹上にヤドリギ類も付くことがある。モミに付くものとしてはマツグミ(Taxillus kaempferi オオバヤドリギ科）が知られる。なお、ツクバネ、マツグミともにモミ以外の樹木にも寄生する。何れも宿主となるモミはいくらかの成長阻害を受けていると考えられるが、よくわかっていない。

菌根によるネットワークの模式図
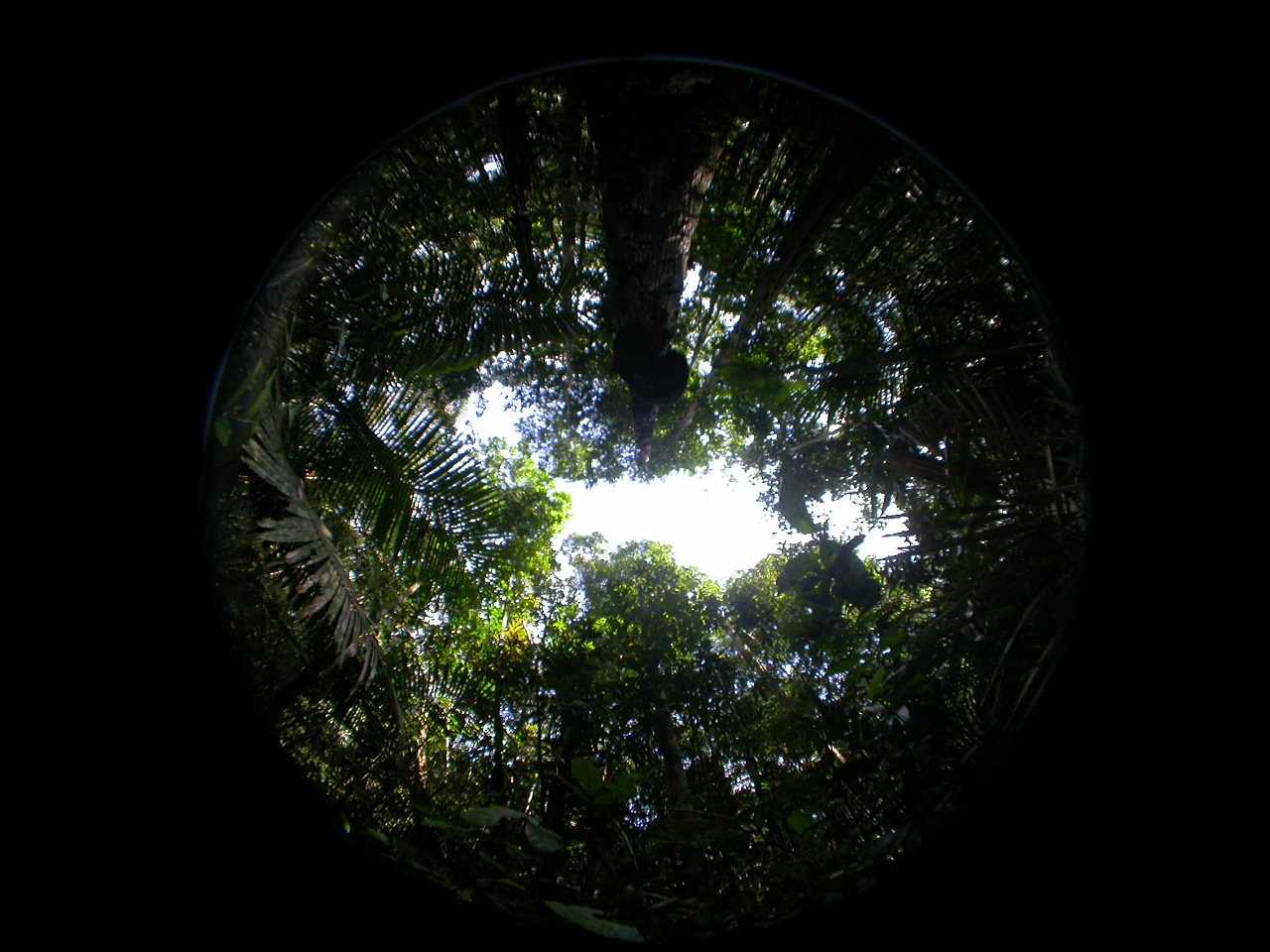
参考：林冠に形成されたギャップ
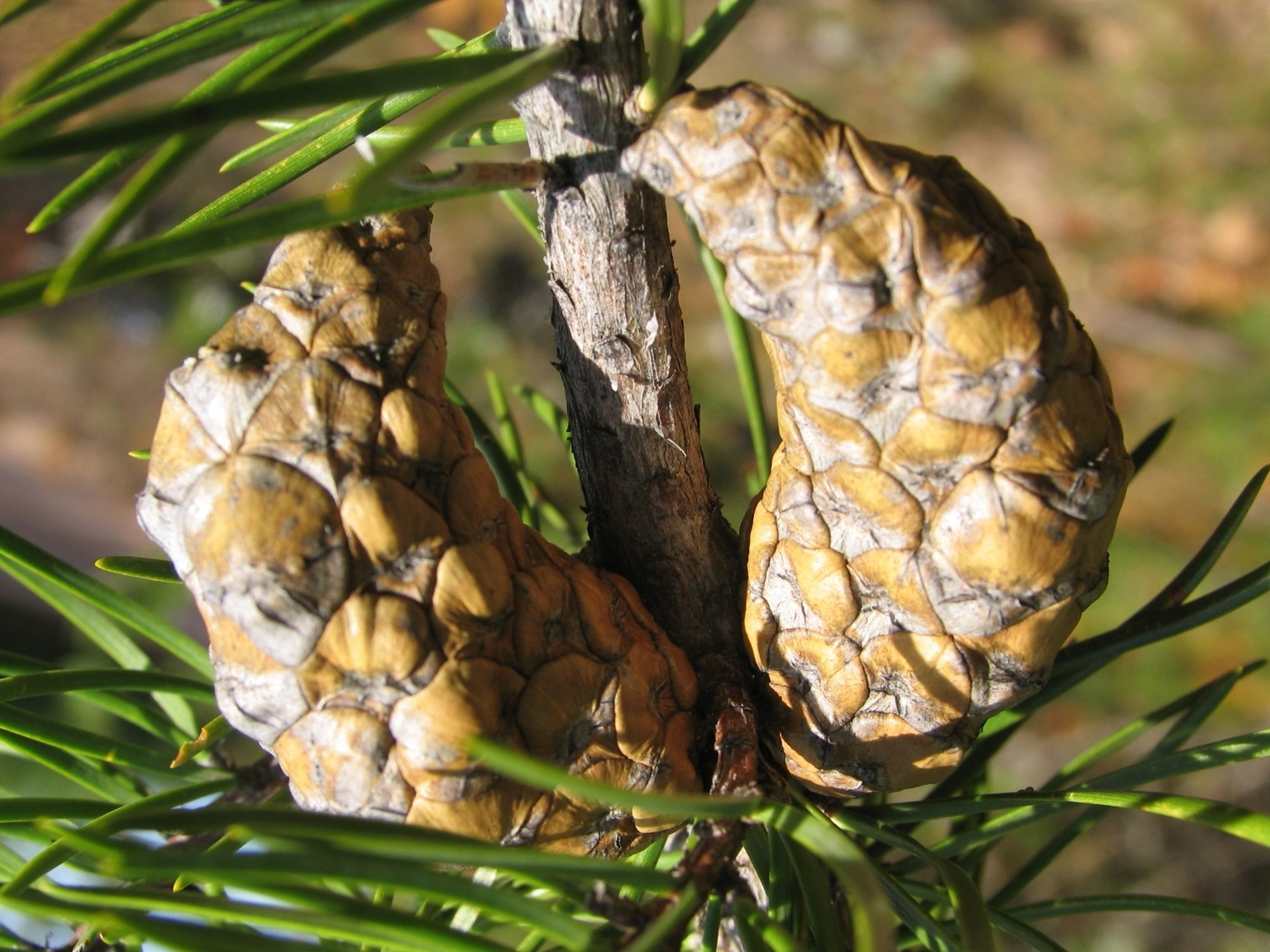
参考：火災で開くタイプの果実を持つマツ属の一種
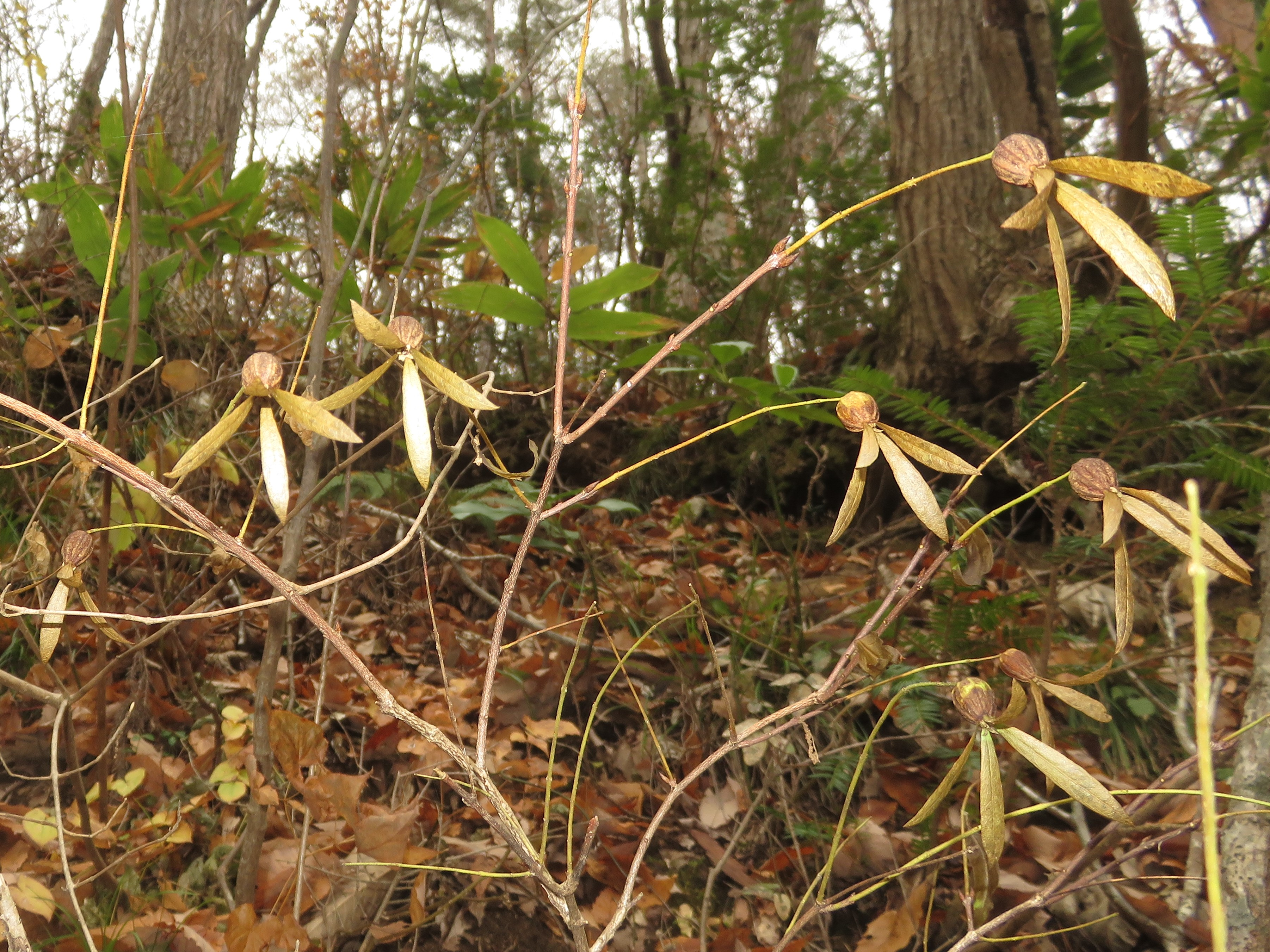
寄生性の低木であるツクバネ
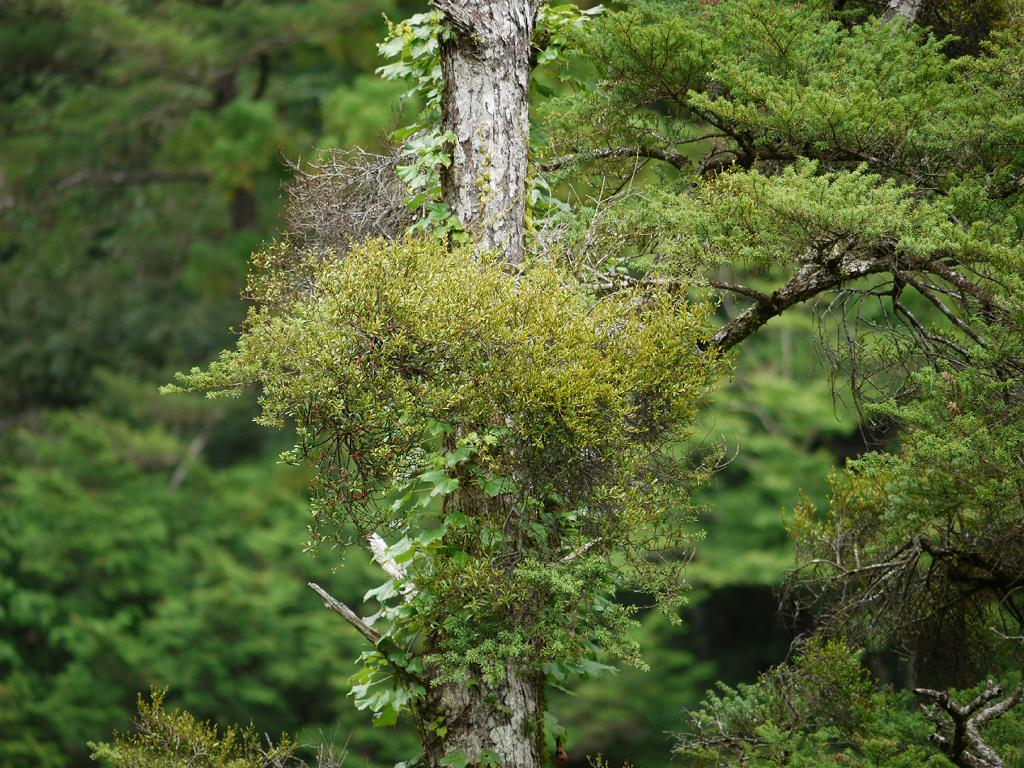
参考：マツグミの寄生を受けるマツ科針葉樹

### 中間温帯とモミ
中間温帯は気候帯の一種で、温帯のうち暖温帯と冷温帯の間にあると考えられている気候区分である。生態学者の吉良竜夫 (1919 - 2011) の定義では暖かさの指数だけ見た場合には暖温帯に属し、植生としては常緑広葉樹が優先するような場所であるのも関わらず、気温の年較差が大きい（=冬季の気温が低い）ために常緑広葉樹林が成立しないような区域を指す。モミ（およびツガも言われることが多い）やいくつかの広葉樹はこのような気象的なニッチがある場所に出現することが多いとされ、植生学・地理学・生態学などの面から注目されてきた。このような環境に成立する森林は中間温帯林という呼び名のほか、「モミ・ツガ林」、「暖温帯落葉広葉樹林」と呼ばれることもある。

## 人間との関係
寒冷地に分布する種類が多いモミ属樹木の中では珍しく温帯に分布する種類であり、かつては東京や大阪近郊でも比較的普通に見られた樹木といわれる。モミは、人里の大気汚染には弱い樹種とされる。東京都渋谷区にある地名「代々木」は、明治神宮に代々生えていたモミの巨木に由来するともいわれる。「代々木」のモミは空襲で失われ、都市近郊の里山に生えていたモミ林も大気汚染や開発でその多くが姿を消した。モミの花言葉は、「時間」「とき」とされる。ヨーロッパの文学作品に登場する「モミ」とは、ドイツトウヒやオウシュウアカマツを指していることが多い。

### 象徴
神社においてしばしば大木に成長したモミが見られる。スギ、イチイ（Taxus cuspidata、イチイ科）、クスノキ（Cinnamomum camphora クスノキ科）、イチョウ（Ginkgo biloba イチョウ科）などと並びご神木もしくはそれに準ずる扱いを受けることもある。長野県諏訪地方の祭り御柱祭で用いられる巨大な柱も「樅の柱」とされるが、樹種としては長野県内に分布しモミよりも寒冷地に耐える近縁種のウラジロモミ（Abies homolepis）だとされる。常緑樹を生命力の象徴や魔除けとして祭ることは日本に限らず、中国やヨーロッパでも知られた風習である。

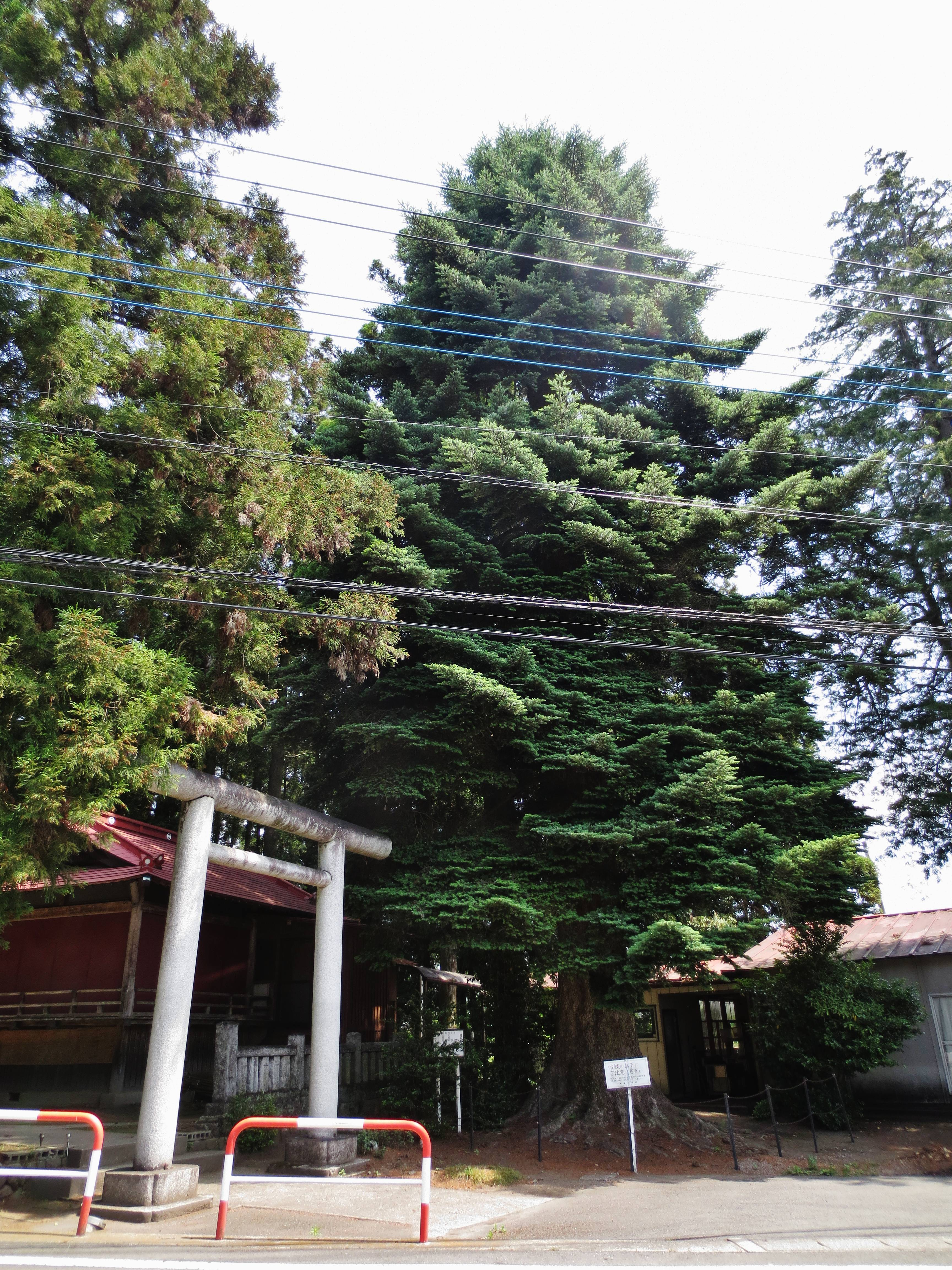
黒髪山神社（群馬県）のモミ
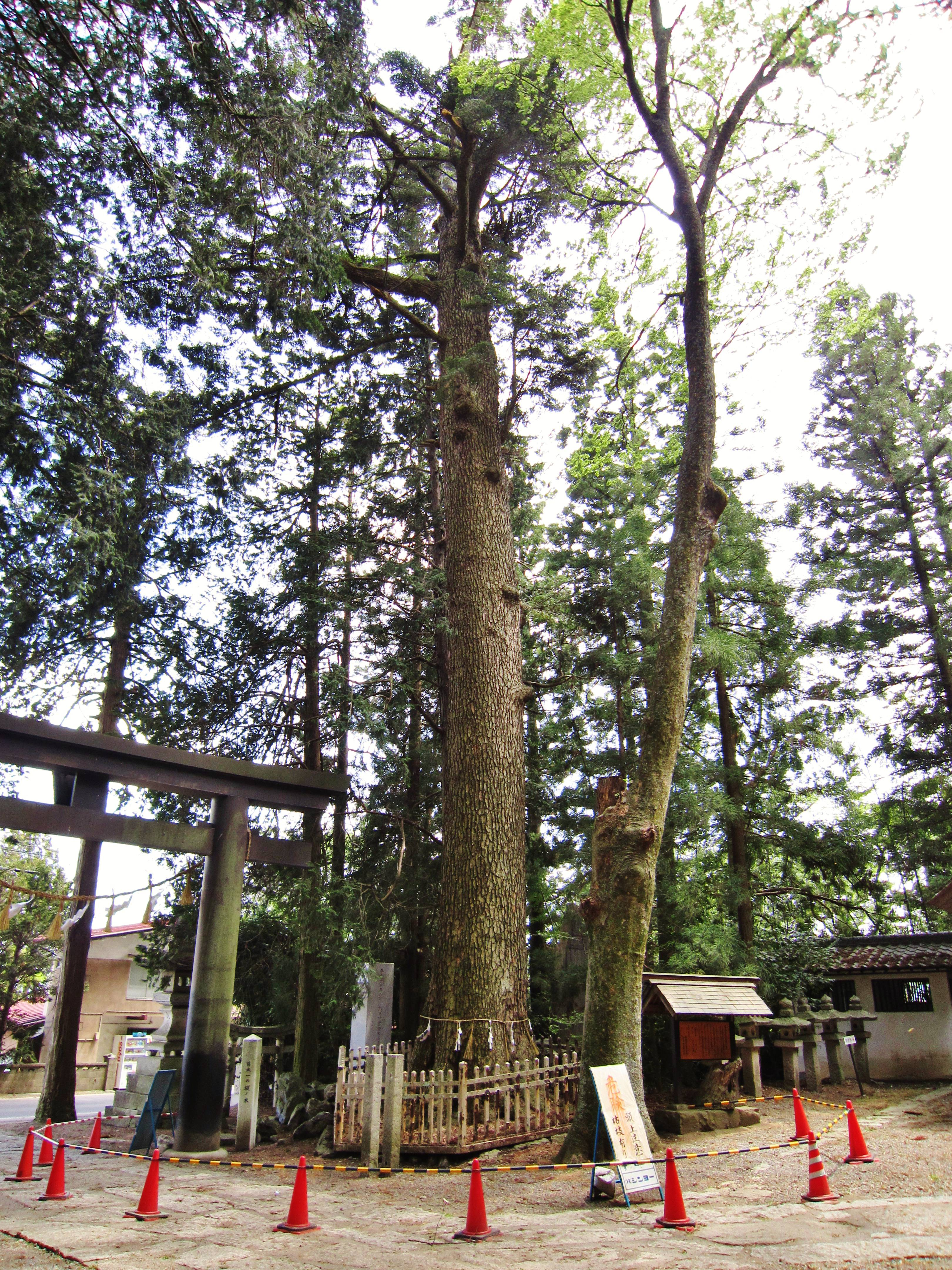
大宮熱田神社（長野県）のモミ
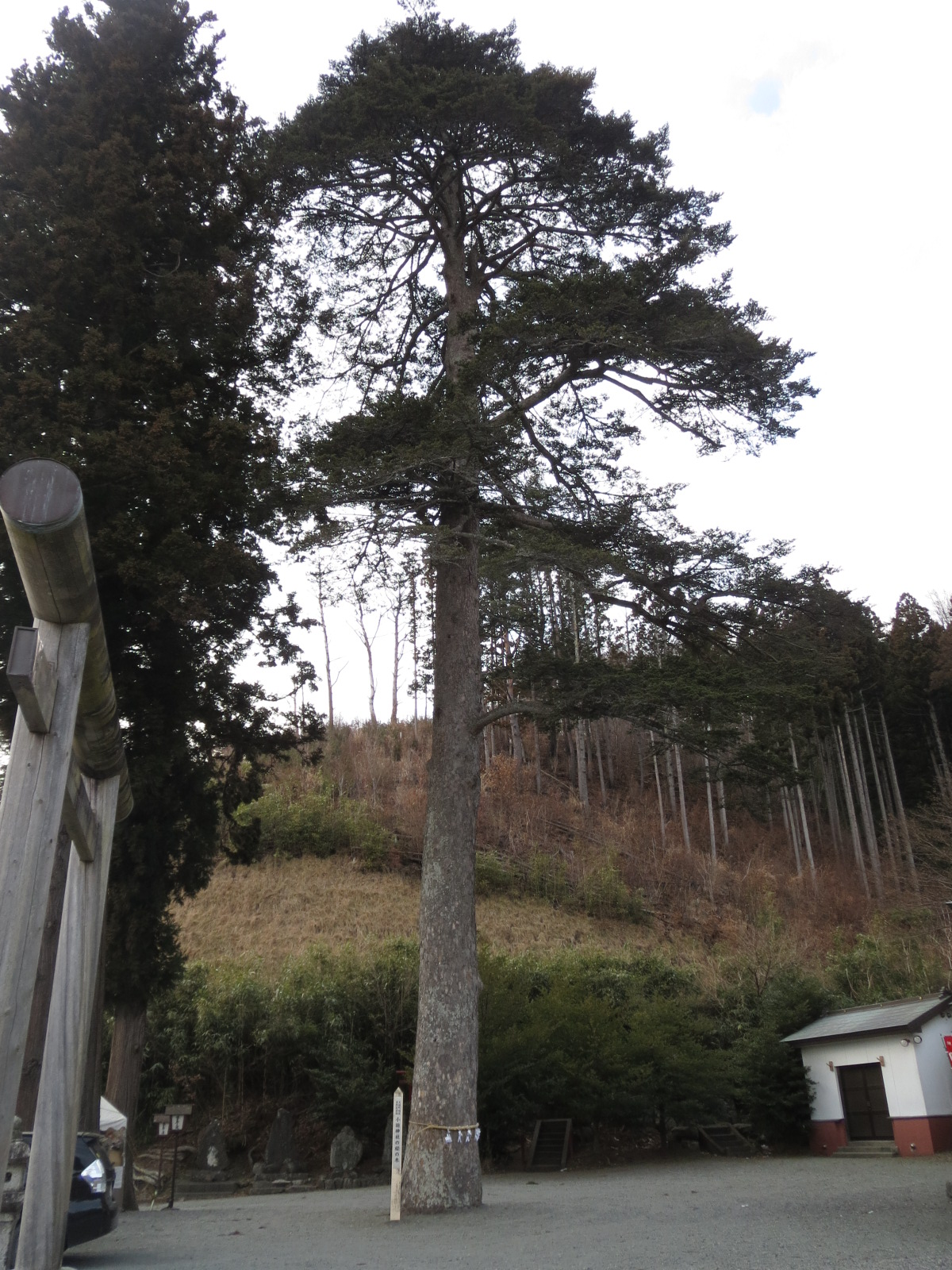
注連縄を巻かれたモミ（岩手県小鎚神社）

#### 著名なモミ
- 伊賀野のモミ（群馬県吾妻郡中之条町大字下沢渡） - 群馬県指定天然記念物。幹周6.8 m、樹高36 m、樹齢不明[26]。

### 木材
モミ材は白くてやわらかく、加工が容易という特徴があり、天井板、腰板などの建築材、高級な棺、卒塔婆に使われる。蒲鉾の板は、伝統的にモミ類が使われる。またパルプの原料にもなる。クリスマスツリーに使われる典型的な樹木であるが、日本ではトウヒのなかまが多く、特にアカエゾマツが好まれる傾向にある。ドイツなどヨーロッパでは、近縁のヨーロッパモミがクリスマスツリーに使われる。

### 食料
モミを直接食べるという方法は知られていないが、モミと菌根を形成し栄養をやり取りするキノコを食べるということは間接的にモミを食べているともいえ、モミ林はこれらの菌根性キノコを栽培する場所ともいえる。モミの根は多種の菌類と共生し多様なキノコが発生する。
モミが多い地域ではアカモミタケ（Lactarius laeticolor、ベニタケ科）というキノコが有名である。この種はほかのキノコと見分けやすく紛らわしい有毒種が知られていないこと、まとまった収量が見込めること、味が良いことなどが人々に評価されている。ヨーロッパにおいてもこの種に極めて近縁で形態も酷似、生態面もモミ属樹木と共生するというLactarius salmonicolorが親しまれている。

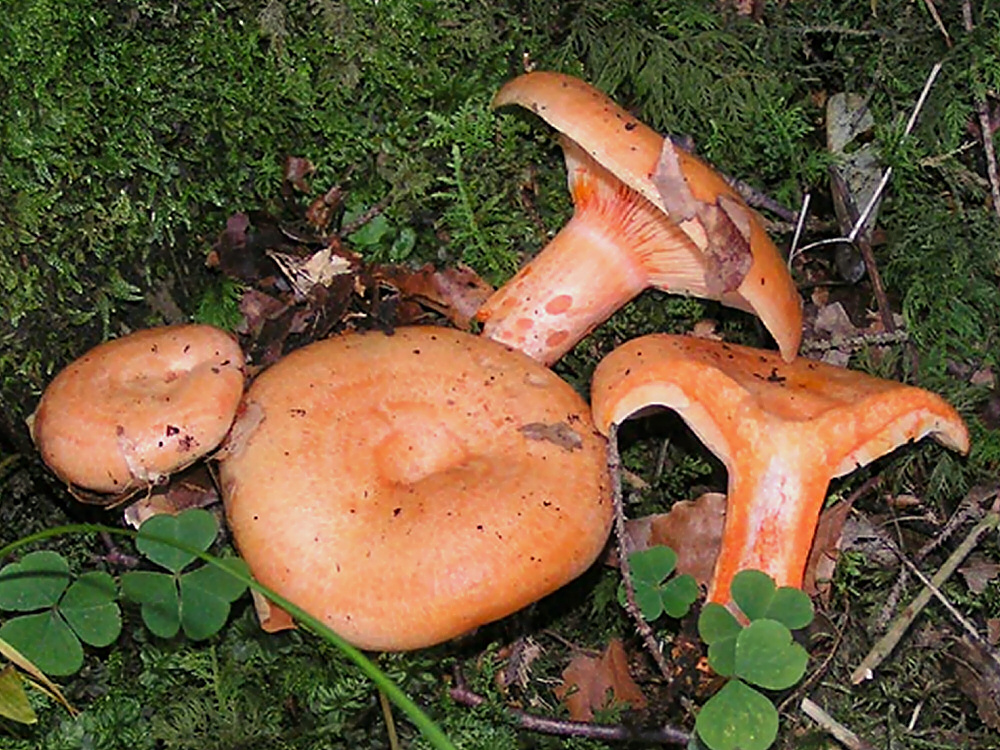
参考：Lactarius salmonicolor